# 23S rRNK (guanin745-N1)-metiltransferaza
23S rRNK (guanin745-1)-metiltransferaza (EC 2.1.1.187, Rlma(I), Rlma1, 23S rRNK m1G745 metiltransferaza, YebH, RlmAI metiltransferaza, ribozomalna RNK(m1G)-metilaza (nespecifična), rRNK(m1G)metilaza (nespecifična), RrmA (nespecifična), 23S rRNK:m1G745 metiltransferaza) je enzim sa sistematskim imenom S-adenozil--metionin:23S rRNK (guanin745-1)-metiltransferaza. Ovaj enzim katalizuje sledeću hemijsku reakciju
-adenozil--metionin + guanin745 u 23S rRNK {\displaystyle \rightleftharpoons } -adenozil-L-homocistein + N1-metilguanin745 u 23S rRNK
Ovaj enzim specifično metiliše guanin745 u 1 poziciji 23S rRNK.

## Literatura
- Nicholas C. Price; Lewis Stevens (1999). Fundamentals of Enzymology: The Cell and Molecular Biology of Catalytic Proteins (Third изд.). USA: Oxford University Press. ISBN 019850229X.
- Eric J. Toone (2006). Advances in Enzymology and Related Areas of Molecular Biology, Protein Evolution (Volume 75 изд.). Wiley-Interscience. ISBN 0471205036.
- Branden C; Tooze J. Introduction to Protein Structure. New York, NY: Garland Publishing. ISBN 0-8153-2305-0.
- Irwin H. Segel. Enzyme Kinetics: Behavior and Analysis of Rapid Equilibrium and Steady-State Enzyme Systems (Book 44 изд.). Wiley Classics Library. ISBN 0471303097.

## Spoljašnje veze
- 23S+rRNA+(guanine745-N1)-methyltransferase на 